# Madonna di Port Lligat (Dalí Milwaukee)
La Madonna di Port Lligat è un  dipinto realizzato da Salvador Dalí nel 1949. Di questo soggetto esiste un'altra opera omonima del 1950.
La tela inaugura una nuova fase nella pittura di Salvador Dalí; infatti Dalì per la prima volta si avvicina alla Chiesa cattolica e di conseguenza inserisce una grande quantità di elementi religiosi nei suoi quadri. Il suo nuovo entusiasmo lo portò addirittura ad un incontro con papa Pio XII, al quale sottomise la prima versione di questo dipinto per l'approvazione.
L'opera è indubbiamente ispirata alla Sacra Conversazione di Piero della Francesca: sono presenti l'uovo sorretto dalla conchiglia (qui rovesciata), le colonne e la gestualità della Madonna è molto simile a quella ritratta dell'artista toscano. La particolarità del dipinto è la separazione dei vari elementi che librano nello spazio, tenuti in equilibrio da misteriose forze di attrazione e repulsione, come avviene negli atomi. Tutto ciò non è casuale perché Dalí fu colpito profondamente dall'evento della bomba nucleare, in particolare da quelle in Giappone durante la seconda guerra mondiale. Per la precisione era soprattutto attratto dal concetto di scissione dell'atomo. Dalí stesso ce ne parla: